# Уче Агбо
Уче Генрі Агбо (англ. Uche Henry Agbo, нар. 4 грудня 1995, Кано) — нігерійський футболіст, центральний захисник та опорний півзахисник братиславського «Слована».

## Клубна кар'єра
Уче, народжений у Кано, Нігерія, почав грати у футбол у рідному місті за «Бай Бойз», а на дорослому рівні виступав на батьківщині у клубах «Тараба» та JUTH.
У січні 2012 року Уче приєднався до іншого місцевого клубу «Еньїмба» разом із товаришем по команді Джеймсом Аманквеєм. Дебютував за клуб 28 квітня 2013 року, вийшовши на заміну в другому таймі в грі чемпіонату проти клубу «Долфінз» (2:0). Цей матч так і залишився єдиним для гравця.
У жовтні 2013 року Уче відправився в оренду в італійське «Удінезе», а у наступному місяці підписав чотирирічну угоду з клубом. Не зігравши жодної гри за фріульців, у березні 2014 року він перейшов до іспанської «Гранади», але здебільшого грав за резервну команду андалузців у Сегунді B.
23 лютого 2015 року Уче дебютував у основній команді в матчі Ла Ліги, замінивши Хаві Маркеса на останніх хвилинах гостьової гри проти «Леванте» (1:2). І за наступні півтора роки зіграв за команду лише 11 ігор в усіх турнірах. 25 липня 2016 року він підписав п'ятирічний контракт з клубом англійської Прем'єр-ліги «Вотфорд», але залишився в оренді у «Гранаді» ще на один рік. Цього разу нігерієць вже був основним гравцем команди, зігравши 31 матч чемпіонату, але команда вилетіла з Ла Ліги.
11 липня 2017 року Уче приєднався до бельгійського клубу «Стандард» (Льєж). 30 липня в матчі проти «Мехелена» (1:1) він дебютував у лізі Жюпіле, а 26 листопада в поєдинку проти «Генка» (2:0) Агбо забив свій перший гол за «Стандард». Загалом нігерієць провів у клубі наступні півтора роки у статусі основного гравця і 2018 року виграв Кубок Бельгії.
31 січня 2019 року Уче повернувся до Іспанії після того, як погодився на шестимісячну оренду в «Райо Вальєкано» з можливістю викупу. При цьому він сказав, що відмовився від переїзду до Китаю і великої зарплати, оскільки його кар'єрний розвиток був важливішим. Втім у новій команді захисник закріпитись не змів, зігравши до кінця сезону лише 6 ігор у Ла Лізі. В результаті іспанці не схотіли викуповувати контракт гравця і наступний сезон він розпочав також в оренді у португальській «Бразі», втім і тут основним гравцем не був.
21 січня 2020 року Уче перейшов на правах оренди до іспанського «Депортіво» (Ла-Корунья), який за підсумками сезону 2019/20 вилетів з Сегунди до третього іспанського дивізіону. Після цього у вересні 2020 року нігерієць розірвав контракту зі «Стандардом» і підписав з галісійцями повноцінний контракт на чотири сезони.
1 вересня 2021 року Агбо оголосив про підписання трирічного контракту з чинним чемпіоном Словаччини, клубом «Слован» (Братислава). Дебютував за нову команду 16 вересня в матчі Ліги Європи проти «Копенгагена» (1:3), а за три дні дебютував і у чемпіонаті у восьмому турі в поєдинку проти «Жиліни» (2:2), коли на 69-й хвилині замінив Юрі де Кампса.  У дебютному сезоні 2021/22 він допоміг своєму клубу здобути четвертий титул чемпіона Словаччини поспіль.

## Міжнародна кар'єра
У 2013 році Агбо у складі молодіжної збірної Нігерії взяв участь у молодіжному чемпіонаті світу в Туреччині. На турнірі він зіграв у одному матчі проти однолітків з Португалії (2:3), а його команда дійшла до 1/8 фіналу.
Уче отримав свій перший виклик до збірної Нігерії на матчі відбору до чемпіонату світу з футболу 2018 року проти Замбії у жовтні 2016 року, замінивши у заявці травмованого Леона Балогуна. 1 червня 2017 року він дебютував у збірній Нігерії в товариському матчі проти Того (3:0), замінивши Вілфреда Ндіді.
Уче був включений до попереднього складу з 30 чоловік на чемпіонат світу 2018 року в Росії, але не увійшов до остаточної заявки з 23 гравців..

## Статистика

### Клуб
Станом на 14 березня 2021
| Клуб                   | Сезон   | Чемпіонат          | Чемпіонат | Чемпіонат | Кубок | Кубок | Кубок ліги | Кубок ліги | Міжнародні | Міжнародні | Інше | Інше  | Всього | Всього |
| Клуб                   | Сезон   | Ліга               | Ігор      | Голів     | Ігор  | Голів | Ігор       | Голів      | Ігор       | Голів      | Ігор | Голів | Ігор   | Голів  |
| ---------------------- | ------- | ------------------ | --------- | --------- | ----- | ----- | ---------- | ---------- | ---------- | ---------- | ---- | ----- | ------ | ------ |
| «Гранада Б»            | 2013–14 | Сегунда Дивізіон Б | 4         | 1         | —     | —     | —          | —          | —          | —          | —    | —     | 4      | 1      |
| «Гранада Б»            | 2014–15 | Сегунда Дивізіон Б | 29        | 1         | —     | —     | —          | —          | —          | —          | —    | —     | 29     | 1      |
| «Гранада Б»            | 2015–16 | Сегунда Дивізіон Б | 24        | 2         | —     | —     | —          | —          | —          | —          | —    | —     | 24     | 2      |
| «Гранада Б»            | Всього  | Всього             | 57        | 4         | 0     | 0     | 0          | 0          | 0          | 0          | 0    | 0     | 57     | 4      |
| Гранада                | 2014–15 | Ла-Ліга            | 1         | 0         | 0     | 0     | —          | —          | —          | —          | —    | —     | 1      | 0      |
| Гранада                | 2015–16 | Ла-Ліга            | 6         | 0         | 4     | 0     | —          | —          | —          | —          | —    | —     | 10     | 0      |
| Гранада                | 2016–17 | Ла-Ліга            | 31        | 0         | 1     | 0     | —          | —          | —          | —          | —    | —     | 32     | 0      |
| Гранада                | Всього  | Всього             | 38        | 0         | 5     | 0     | 0          | 0          | 0          | 0          | 0    | 0     | 43     | 5      |
| Стандард (Льєж)        | 2017–18 | Ліга Жупіле        | 35        | 1         | 5     | 0     | —          | —          | 6          | 0          | —    | —     | 46     | 1      |
| Стандард (Льєж)        | 2018–19 | Ліга Жупіле        | 10        | 0         | 1     | 0     | —          | —          | —          | —          | 1    | 0     | 12     | 0      |
| Стандард (Льєж)        | Всього  | Всього             | 45        | 1         | 6     | 0     | 0          | 0          | 6          | 0          | 1    | 0     | 58     | 1      |
| Райо Вальєкано         | 2018–19 | Ла-Ліга            | 6         | 0         | 0     | 0     | —          | —          | —          | —          | —    | —     | 6      | 0      |
| Брага                  | 2019–20 | Прімейра-Ліга      | 1         | 0         | 0     | 0     | 2          | 0          | 2          | 0          | —    | —     | 5      | 0      |
| Депортіво (Ла-Корунья) | 2019–20 | Сегунда Дивізіон   | 9         | 0         | 0     | 0     | —          | —          | —          | —          | —    | —     | 9      | 0      |
| Депортіво (Ла-Корунья) | 2020–21 | Сегунда Дивізіон Б | 14        | 0         | 1     | 0     | —          | —          | —          | —          | —    | —     | 15     | 0      |
| Депортіво (Ла-Корунья) | Всього  | Всього             | 23        | 0         | 1     | 0     | 0          | 0          | 0          | 0          | 0    | 0     | 24     | 0      |
| Загалом                | Загалом | Загалом            | 170       | 5         | 12    | 0     | 2          | 0          | 8          | 0          | 1    | 0     | 193    | 5      |

1. ↑  4 гри у Лізі Європи і 2 у Лізі чемпіонів
2. ↑  Суперкубок Бельгії
3. ↑  Ліга Європи УЄФА

## Досягнення
- Володар Кубка Бельгії: 2017/18
- Чемпіон Словаччини: 2021/22, 2022/23
- Володар Кубка Казахстану: 2024